# Carl August Tholander

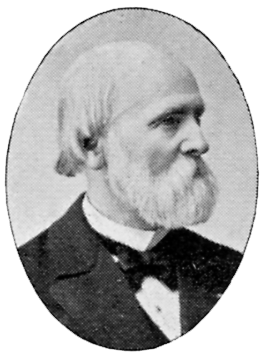
Carl August Tholander.

Carl August Tholander, född 16 maj 1828 i Kristianstad, död 19 oktober 1910 i Kristianstad, var en svensk målare, tecknare och teckningslärare.

## Biografi

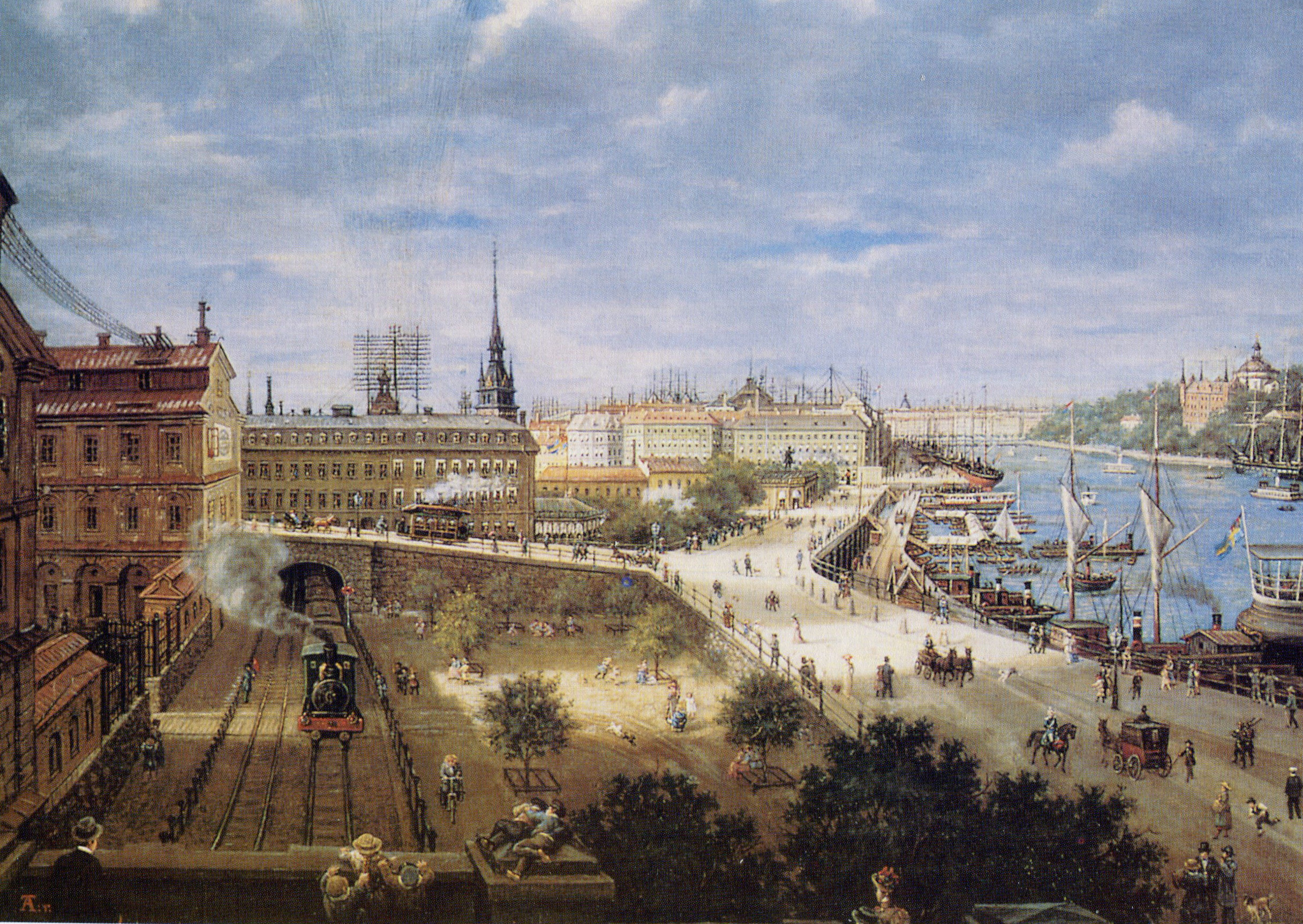
Utsikt över Slussen, 1898.

Han var son till konstapeln vid Vendes artilleriregemente Gustaf Tholander och Elna Andersdotter. Vid 12 års ålder tog Tholander värvning vid Skånska dragonernas musikkår och avancerade till musiksergeant vid Skånska husarerna där han begärde avsked 1854. Han var redan under sin militärtid road av teckning och fick några gratislektioner av konstnären Lang i Kristianstad. Med hjälp av ett lån och några sparade hundra riksdaler reste han till Stockholm 1847 där han studerade vid Konstakademiens principskola fram till april 1848 där han belönades med en jeton. Han återvände därefter till sitt regemente och efter att sommarövningarna avslutades for han till Karlshamn där han för sex riksdaler avporträtterade personer i akvarellmålningar. Sedan följde en ny halvårslång vistelse vid Konstakademiens antikskola 1849–1850 som avslutades med flera utmärkelser. Officerarna vid hans regemente samlade in pengar som räckte till ett halvårs studier för Johan Vilhelm Gertner och Wilhelm Marstrand vid Det Kongelige Danske Kunstakademi i Köpenhamn 1851.
Han var därefter huvudsakligen verksam som porträttmålare och porträtterade en stor del av den skånska adeln bland annat medlemmar från släkterna Rosenkrantz, Ramel och De la Gardie. Under de följande åren turnerade han med en egen resevagn mellan regementetsmötena genom en stor del av Götaland med långa uppehåll i Malmö där han vintern 1852–1853 porträtterade av delar av stadens köpmansfamiljer. Därefter följde besök i Jönköping och vidare till Göteborg 1854, där han målade porträtt och gav ritundervisning. Under en mer än årslång vistelse i Mariestad 1855–1856 porträtterade han bland annat statsrådet Anders Peter Sandströmer och andra högre tjänstemän vid länsstyrelsen och stadsförvaltningen. Han reste till Düsseldorf 1856 där han studerade, arbetade och förde ett glatt kamratliv i konstnärskolonin. Under Düsseldorfs tiden målade han sina första kompositioner varav en köptes av Växjö konstförening och en skänktes till kyrkan i Kristianstad. Efter närmare två år i Düsseldorf och några månaders porträttmålande i Norrköping reste han med ett rekommendationsbrev från Zacharias Topelius till Helsingfors. Trots sina fina rekommendationer fick han inga målningsuppdrag men han fick ett erbjudande att vikariera för Robert Wilhelm Ekman under två år vid Finska konstföreningens ritskola i Åbo som han antog. Under sin tid i Åbo vistades han mycket i familjen Armfelts hus och fick via kontakter utföra flera porträtt av prominenta personer och en altartavla till Villnäs kyrka.
Efter en kortare tid i S:t Petersburg flyttade han 1860 till Moskva, där han 1886 anställdes som lärare i teckning och måleri vid Tyska kvinnliga gymnasiet. Efter 38 års vistelse i Moskva återvände Tholander till Sverige 1898 med full pension från sin lärartjänst och bosatte sig i Kristianstad 1899. Han medverkade i Konstakademiens utställning 1858 och i Finska konstföreningens utställning i Åbo 1859 samt några utställningar i Moskva. Tholander var djupt religiös och tillhörde under flera decennier det ryska bibelsällskapets styrelse. Han uppträdde även som poet (Hvitsippan, evangeliska betraktelser, 1856) och författare till tidningsuppsatser samt med teckningar till olika svenska tidningar.
Han var huvudsakligen porträtttecknare, men ägnade sig ibland åt stadsvyer som "Utsikt över Slussen" från 1898. Tholander är representerad vid bland annat Nationalmuseum, Malmö museum, Norrköpings konstmuseum, Nordiska museet , Östergötlands museum samt museum i Finland och Ryssland.